# HELLO WORLD (SCANDALのアルバム)
『HELLO WORLD』（ハロー・ワールド）は、SCANDALの6枚目のアルバム。2014年12月3日にエピックレコードジャパンから発売された。

## 概要
前作から約1年ぶりとなるオリジナルアルバム。
完全生産限定盤には超ヤバイ・オリジナルTシャツ、初回生産限定盤にはドキュメンタリー映像を収録したDVDが同梱されており、通常盤の初回仕様には全4種類のメンバーソロ写真ステッカーのうち1種がランダム封入されている。
また、アナログ盤（LP2枚組）も同時発売された。
同アルバムの収録曲「Place of life」で、SCANDALと小室哲哉の共作が実現した。

## チャート成績
「HELLO WORLD」のアルバムは、発売当日の2014年12月3日付オリコンデイリーアルバムチャートにおいて推定売上枚数約18,967枚を記録し、初登場2位にランクインした。
発売2日目の2014年12月4日付の同デイリーアルバムチャートでは売上枚数約6518枚を記録し、2位にランクインした。
発売3日目と4日目は同率の4位を記録し、5日目の売り上げは2日間続いた4位から5位となった。

## 収録曲

### CD
| #   | タイトル                 | 作詞              | 作曲       | 編曲           | 時間 |
| --- | ------------------------ | ----------------- | ---------- | -------------- | ---- |
| 1.  | 「Image」                | MAMI              | MAMI       | 川口圭太       | 4:26 |
| 2.  | 「Your song」            | SCANDAL           | SCANDAL    | 川口圭太       | 3:43 |
| 3.  | 「love in action」       | MAMI              | MAMI       | MAMI、川口圭太 | 3:22 |
| 4.  | 「Departure」            | MAMI              | MAMI       | 亀田誠治       | 4:40 |
| 5.  | 「Graduation」           | HARUNA            | HARUNA     | 篤志           | 4:24 |
| 6.  | 「夜明けの流星群」       | TOMOMI、田中秀典  | 田中秀典   | 亀田誠治       | 4:41 |
| 7.  | 「お願いナビゲーション」 | RINA              | MAMI       | MAMI、川口圭太 | 3:00 |
| 8.  | 「Runners high」         | HARUNA            | 田鹿祐一   | オダクラユウ   | 3:55 |
| 9.  | 「本を読む」             | MAMI              | MAMI       | MAMI、川口圭太 | 3:34 |
| 10. | 「缶ビール」             | TOMOMI            | TOMOMI     | 川口圭太       | 4:02 |
| 11. | 「Winter story」         | RINA              | MAMI、RINA | シライシ紗トリ | 3:41 |
| 12. | 「おやすみ」             | RINA              | RINA       | 川口圭太       | 4:38 |
| 13. | 「Place of life」        | 小室哲哉、SCANDAL | 小室哲哉   | 川口圭太       | 5:14 |

| #  | タイトル                                | 作詞 | 作曲・編曲 | 時間  |
| -- | --------------------------------------- | ---- | ---------- | ----- |
| 1. | 「SCANDAL Talking about "HELLO WORLD"」 |      |            | 51:25 |